# Valley (Niemcy)
Valley – miejscowość i gmina w południowych Niemczech, w kraju związkowym Bawaria, w rejencji Górna Bawaria, w regionie Oberland, w powiecie Miesbach. Leży około 12 km na północny zachód od Miesbach, nad rzeką  Mangfall, przy autostradzie A8.

## Demografia
Dane o ludności z 31 grudnia 2008:
| Opis                                | Ogółem | Ogółem | Kobiety | Kobiety | Mężczyźni | Mężczyźni |
| ----------------------------------- | ------ | ------ | ------- | ------- | --------- | --------- |
| Jednostka                           | osób   | %      | osób    | %       | osób      | %         |
| Populacja                           | 2924   | 100    | 1457    | 49,83   | 1467      | 50,17     |
| Wiek przedprodukcyjny (0–17 lat)    | 561    | 19,19  | 272     | 9,3     | 289       | 9,88      |
| Wiek produkcyjny (18–65 lat)        | 1847   | 63,17  | 910     | 31,12   | 937       | 32,05     |
| Wiek poprodukcyjny (powyżej 65 lat) | 516    | 17,65  | 275     | 9,4     | 241       | 8,24      |

## Polityka
Wójtem gminy jest Andreas Hallmannsecker z FWG, wcześniej funkcję tę pełnił Josef Huber, rada gminy składa się z 14 osób.
|      | CSU | SPD | FWG | VL | Razem |
| 2008 | 4   | 2   | 5   | 3  | 14    |
| 2002 | 7   | 2   | 3   | 2  | 14    |